# Zuidermeer
 (mai 2019).
Si vous disposez d'ouvrages ou d'articles de référence ou si vous connaissez des sites web de qualité traitant du thème abordé ici, merci de compléter l'article en donnant les références utiles à sa vérifiabilité et en les liant à la section « Notes et références ».
Zuidermeer est un village situé dans la commune néerlandaise de Koggenland, dans la province de la Hollande-Septentrionale.
En 2004, le village comptait 480 habitants.

## Illustrations

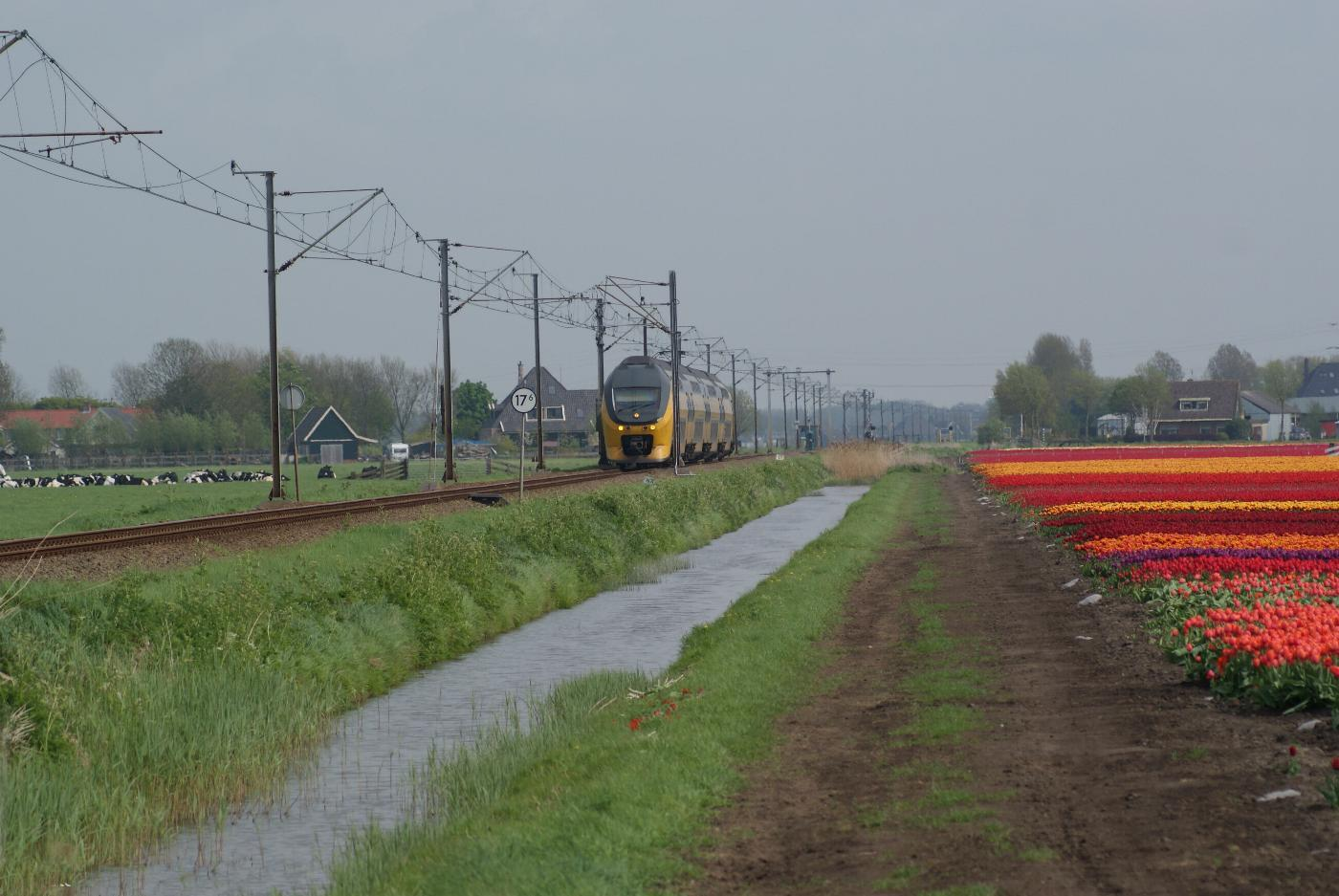
La campagne autour de Zuidermeer
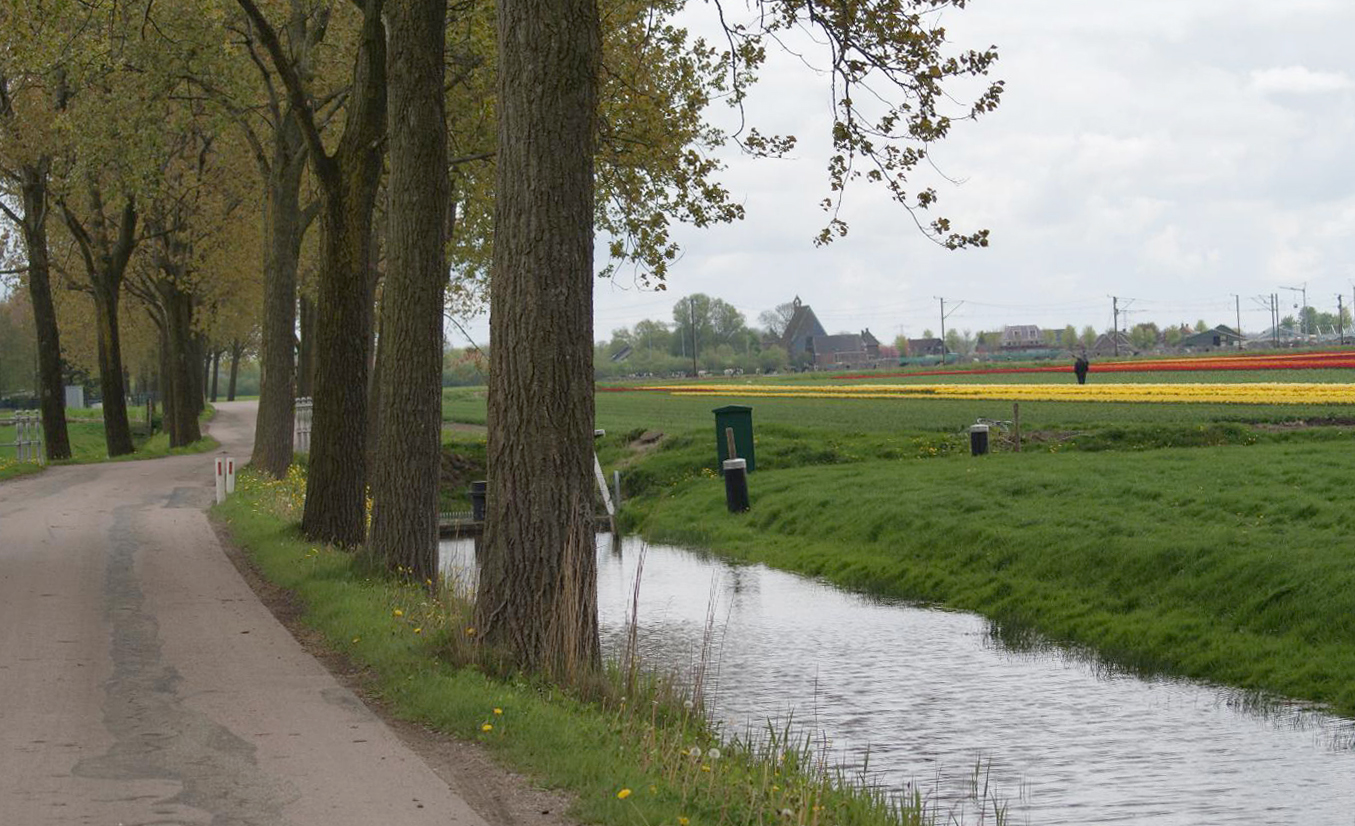
Une rue de Zuidermeer